# Amt für Arbeitsangelegenheiten des Apostolischen Stuhls
Das Amt für Arbeitsangelegenheiten des Apostolischen Stuhls (italienisch Ufficio del Lavoro della Sede Apostolica, kurz: ULSA), auch als „Amt für Arbeit“ oder „Arbeitsamt“ bekannt, regelt die Arbeitsverhältnisse zwischen den kirchlichen Mitarbeitern und dem Heiligen Stuhl. Das Amt ist Bestandteil der Römischen Kurie, nimmt sich der arbeitsrechtlichen Problematik an und erarbeitet gemeinsame Lösungen. Es ist kein „Arbeitsamt“ im herkömmlichen Sinne, da es keine Arbeitsvermittlung und Arbeitsmarktverwaltung wahrnimmt.

## Geschichte
In der Apostolischen Konstitution Pastor Bonus, „über die Römische Kurie“ wurde im Artikel 36 die Errichtung eines „zentralen Arbeitsbüros“ festgelegt. Die Päpste Johannes Paul II. und Benedikt XVI. haben mit Apostolischen Schreiben die Arbeitsweise und die Satzungen des jetzigen Amtes approbiert.

### Nel Primo Anniversario
Das Apostolische Schreiben „Nel Primo Anniversario“ (deutsch: Am ersten Jahrestag) von Papst Johannes Paul II. wurde am 1. Januar 1989 veröffentlicht. In den einleitenden Worten wurde erklärt, dass er „am ersten Jahrestag“ seiner Enzyklika Laborem exercens (14. September 1981) mit einem Schreiben vom 20. November 1982 den Kardinalstaatssekretär gebeten hatte, ein entsprechendes Arbeitsbüro einzurichten. Mit diesem als Motu Proprio veröffentlichten Schreiben legte der Papst die Grundsätze und Bestimmungen des „Arbeitsbüros“ fest. Die Grundprinzipien der Arbeitsweise, so legte er fest, beruhen auf den Sozialenzykliken Rerum Novarum, Laborem Exercens und Sollicitudo rei socialis. Das Arbeitsbüro soll unter Berücksichtigung dieser Enzykliken die Arbeitsweise in allen kirchlichen Einrichtungen harmonisieren. Es soll dabei den besonderen Charakter der Männer und Frauen, der Priester, der Ordensleute und Laien berücksichtigen und koordinieren. Weiterhin soll es als eine Arbeitsgemeinschaft zum Wohle aller Mitarbeiter geschaffen werden. Der Papst legte eine fünfjährige Erprobungsphase fest, in dieser Zeit sollte auch aus den gewonnenen Erfahrungen die Satzung für das Arbeitsbüro erarbeitet werden.

### La sollecitudine
Nach Ablauf von fünf Jahren legte der Papst mit dem Apostolischen Schreiben „La sollecitudine“ (deutsch: Die Sorge) vom 30. September 1994 die endgültigen Regeln fest und genehmigte die geschriebene Satzung. Mit Wirkung zum 1. Oktober 1994 wurde das „Arbeitsbüro“ in Kraft gesetzt und gehört seither zu den Einrichtungen der Römischen Kurie.

### Venti anni orsono
Am 7. Juli 2009 wurden die überarbeiteten Statuten mit dem Apostolischen Schreiben Venti anni orsono (deutsch: Vor zwanzig Jahren) von Papst Benedikt XVI. genehmigt und veröffentlicht. Er erinnert noch einmal daran, dass „vor zwanzig Jahren“ das Arbeitsbüro durch seinen Vorgänger initiiert wurde. Benedikt XVI. weist auch darauf hin, dass das Büro seine Aufgaben im wahren Geist des Glaubens und des kirchlichen Dienstes wahrzunehmen habe. Mit diesem Schreiben setzte der Papst, mit Wirkung zum 1. Januar 2010, die neuen Satzungen in Kraft und ordnet die Veröffentlichung in den Acta Apostolicae Sedis (AAS) an.

## Organisation
Das Amt besteht nach Artikel 4 seines Statuts aus
- dem Präsidium
- dem Rat
- dem Direktor und
- dem Versöhnungs- und Schlichtungskollegium.

Es ist in Abteilungen nach den jeweiligen Sachgebieten untergliedert. Das Präsidium setzt sich aus dem Präsidenten und zwei Assessoren zusammen. Der Rat besteht aus den zwei Assessoren und zehn Repräsentanten aus den Dikasterien, Institutionen, Ämtern und anderen Einrichtungen. Der Direktor nimmt als Aktuar (Schreiber) an den Sitzungen des Rates und des Präsidiums teil. Ihm obliegt auch der Versöhnungsversuch in arbeitsrechtlichen Streitigkeiten, wogegen Rekurs beim Versöhnungs- und Schlichtungskollegium des Amts oder beim Gericht der Vatikanstadt eingelegt werden kann.

### Präsidium
- Präsidenten:
  - Jan Pieter Kardinal Schotte CICM, 14. April 1989 – 10. Januar 2005
  - Francesco Kardinal Marchisano, 5. Februar 2005 – 3. Juli 2009
  - Giorgio Corbellini, 2009–2019
  - Alejandro W. Bunge, 2020–2022
  - Giuseppe Sciacca, seit 2022[6]
- Vizepräsidenten:
  - Giovanni De Andrea, 16. August 1989 – 13. Oktober 2007
  - Franco Croci, 13. Oktober 2007 – 1. Januar 2010
- Präsidiumsassessoren:
  - Matteo Dell’Olio, 1989–2006
  - Gian Carlo Perone, 1989–2003
  - Giovanni Giustiniani, seit 2005
  - Roberto Pessi, 2006–2010
  - Angelo Pandolfo, seit 2010